# Carl Meinhard
Carl Meinhard, né Karel Meinhardt à Iglau le 28 novembre 1875 et mort le 12 février 1949 à Buenos Aires, est un auteur, metteur en scène, acteur et directeur de théâtre autrichien. 

## Biographie
Après une formation à Prague, il travaille à Berlin à partir de 1898. Il fonde avec Rudolf Bernauer en 1901 la troupe de cabaret littéraire Die bösen Buben (Les mauvais garçons),,. Entre 1907 et 1924, il dirige avec Bernauer la troupe de théâtre Meinhard-Bernauer'schen Bühnen,. Il travaille en même temps pour le cinéma, notamment comme directeur artistique du film Émile et les Détectives (1931). Juif, il fuit l'arrivée au pouvoir des nazis et retourne en 1933 à Prague. En 1936, il part à Vienne travailler pour Sascha-Film, puis revient à Prague en 1938, où il est arrêté en 1942 et déporté au camp de concentration de Theresienstadt. Il survit à la déportation et émigre en Argentine.

## Ouvrages
- Die wunderlichen Geschichten des Kapellmeisters Kreisler : Phantast. Melodram nach E. T. A. Hoffmanns Leben u. Erzählungen ; Musik mit teilw. Benutzung von Motiven aus Hoffmanns "Undine" u. Mozarts "Don Juan" / von E. N. von Rezniček. Text von Carl Meinhard ; Rudolf Bernauer, Berlin : E. Reiss 1922